# Loffo Camara
Loffo Camara (c.1925 - 25 tháng 1 năm 1971) là một chính trị gia cao cấp người Guinea, và là thành viên của Bộ Chính trị Cộng hòa Guinea đầu tiên trong những năm ngay sau khi giành được độc lập. Sau khi bị sa thải cùng với Tổng thống Sékou Touré, bà đã bị đuổi khỏi nội các, và sau đó bị bắt và bị xử tử.

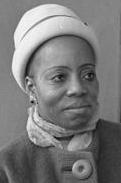
Loffo Camara (1962)

Loffo Camara được đào tạo thành một nữ hộ sinh, và trở thành một nhà hoạt động trong Đảng Dân chủ Guinea (PDG) ở Macenta. Bà được bầu làm đại biểu Quốc hội, và trở thành ủy viên Ban chấp hành trung ương PDG. Vào tháng 7 năm 1960, bà đến thăm Cộng hòa Dân chủ Đức trong một chuyến đi thu thập thông tin. Từ năm 1961 đến năm 1968, bà là Ngoại trưởng.
Tại một hội nghị đảng vào tháng 11 năm 1962, Loffo Camara và hai người khác đề xuất rằng các thành viên của Bộ Chính trị nên được lựa chọn từ các nhà hoạt động và được bầu bởi tất cả các đảng viên. Điều này là để phản ứng với mong muốn của Tổng thống Sékou Touré bổ nhiệm Toumany Sangare và Fodéba Keita vào bộ chính trị, không ai trong số họ giữ các vị trí trách nhiệm trong đảng. Tại đại hội đảng lần thứ 8 năm 1967, Sékou Touré đã củng cố quyền lực của mình và được tuyên bố là nhà lãnh đạo tối cao của Cách mạng. Ông giảm bộ chính trị từ 15 xuống còn 7. Loffo Camara là một trong những người bị cách chức.
Loffo Camara nằm trong số những người bị bắt vào tháng 12 năm 1970 sau một cuộc tấn công trên biển không thành công vào Guinea của quân đội Bồ Đào Nha. Bà được chuyển từ Kindia sang Conakry vào ngày 24 tháng 1 năm 1971 và bị bắn vào ngày 25 tháng 1 năm 1971. Đội bắn bao gồm Mamadi Keita, anh rể của tổng thống. Bà là người phụ nữ duy nhất bị xử tử vào thời điểm này.